# بتشولاوية
البتشولاوية (الاسم العلمي: Pogostemoneae) هي قبيلة من النباتات تتبع الفصيلة الشفوية من رتبة الشفويات.

## أجناس البتشولاوية
- البتشول